# Banovo brdo

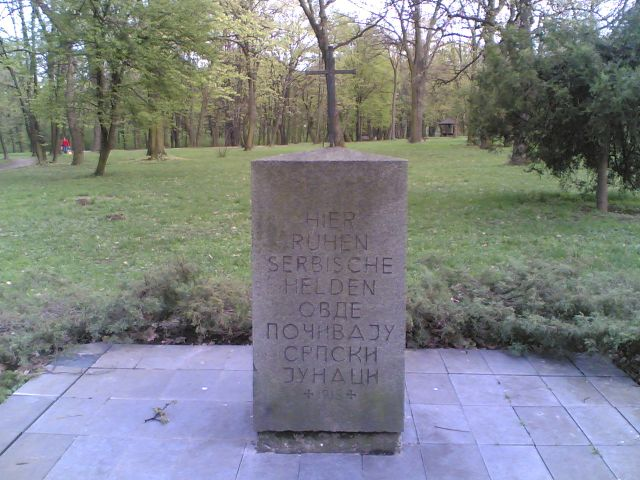
Obelisk von Banovo brdo

Banovo brdo (serbisch-kyrillisch Бановом брдо; serbisch für Bans-Hügel) ist ein Ortsteil im Bezirk Čukarica in der serbischen Hauptstadt Belgrad. Der Ortsteil hat 5.887 Einwohner (Stand 2002). Mitte des 19. Jahrhunderts baute Matija Ban, ein serbischer Schriftsteller und Diplomat sowie bekanntester Vertreter der serbischen Katholiken aus Dubrovnik, auf dem Hügel des Ortes ein Anwesen, welches als Banovac bezeichnet wurde. Nachdem die Urbanisierung des Gebietes voranschritt, wurde der Ort Banovo brdo benannt. Im Ersten Weltkrieg wurden auf dem Friedhof im angrenzenden Park Košutnjak die gefallenen serbischen Soldaten beigesetzt. Der Generalfeldmarschall August von Mackensen ließ aus Respekt für die serbischen Verteidiger Belgrads einen Obelisken mit der Inschrift „Hier ruhen serbische Helden“ aufstellen. An deutsche Gefallene des Ersten und Zweiten Weltkriegs erinnert die Deutsche Kriegsgräberstätte Banovo Brdo. Der Ortsteil ist auch Sitz des Fußballklubs FK Čukarički, der in der höchsten Liga des Landes spielt.